# Ціле число

Відображення натуральних, цілих, раціональних, дійсних і комплексних чисел
колами Ейлера

Ці́лі чи́сла — в математиці елементи множини
{\displaystyle \mathbb {Z} =\lbrace \ldots -3,\,-2,\,-1,\,0,\,1,\,2,\,3\,\ldots \rbrace }, яка утворюється замиканням натуральних чисел відносно віднімання. Таким чином, цілі числа замкнуті відносно додавання, віднімання та множення.
Необхідність розгляду цілих чисел викликана неможливістю в загальному випадку відняти від одного натурального числа інше — можна віднімати тільки менше число від більшого. Введення нуля і від’ємних чисел робить віднімання такою ж повноцінною операцією, як додавання.
Множина цілих чисел складається з
- множини натуральних чисел {\displaystyle \mathbb {N} },
- нуля — розв'язку {\displaystyle x=0\,} рівняння {\displaystyle a+x=a,\ a\in \mathbb {N} },
- множини від'ємних чисел — множини розв'язків {\displaystyle x=-a\,} усіх рівнянь виду {\displaystyle a+x=0,\ a\in \mathbb {N} }.

Для позначення множини цілих чисел використовується символ ℤ, який може в різних авторів використовуватися для позначення групи множин: ℤ+, ℤ+ або ℤ> для позначення додатних цілих чисел, ℤ≥ для не від'ємних цілих чисел, ℤ≠ для всіх цілих чисел крім нуля. Деякі автори використовують позначення ℤ* для всіх цілих чисел крім нуля, інші для позначення не від'ємних цілих чисел, або для {–1, 1}.
Дійсне число є цілим, якщо його десяткове подання не містить дробової частини (але може містити знак). Приклади дійсних чисел:
Числа 142857; 0; –273 є цілими.
Числа 5½; 9,75 не є цілими.

## Історія
Розвиток математики почався з навичок практичної лічби (один, два, три, чотири…), тому натуральні числа виникли ще в доісторичний період як ідеалізація скінченної множини однорідних, стійких і неподільних об'єктів (людей, овець, днів тощо). Додавання з'явилося як математична модель таких важливих подій, як об'єднання кількох множин (стад, мішків тощо) в одне, а віднімання відображало, навпаки, відокремлення частини множини. Множення для натуральних чисел з'явилося в якості, так би мовити, пакетного додавання: 3 × 4 означало суму «3 рази по 4», тобто 4 + 4 + 4. Властивості і взаємозв'язок операцій відкривалися поступово.
Початковим кроком на шляху розширення натуральних чисел стала поява нуля; першими цей символ стали застосовувати, напевно, індійські математики. Спочатку нуль застосовувався не як число, а як цифра при позиційному запису чисел, потім поступово став визнаватися і як повноцінне число, що означає відсутність чого-небудь (наприклад, повне розорення торговця).
Від'ємні числа вперше стали використовувати в Стародавньому Китаї та Індії, де їх розглядали як математичний образ «боргу». Стародавній Єгипет, Вавилон та Стародавня Греція не використовували від'ємних чисел, а якщо виходили від'ємні корені рівнянь (при відніманні), вони відкидалися як неможливі. Виняток становив Діофант Александрійський, який у III столітті вже знав «правило знаків» і вмів множити від'ємні числа. Однак він розглядав їх лише як проміжний етап, корисний для обчислення остаточного додатного результату. Корисність і законність від'ємних чисел утверджувалися поступово. Індійський математик Брамагупта (VII століття) вже розглядав їх нарівні з додатними.
В Європі визнання настало на тисячу років пізніше, та й то довгий час від'ємні числа називали «помилковими», «уявними» або «абсурдними». Перший опис їх у європейській літературі з'явився у «Книзі абака» Леонарда Пізанського (1202), який також трактував від'ємні числа як борг. Рафаель Бомбеллі і Альбер Жирар у своїх працях вважали від'ємні числа цілком допустимими і корисними, зокрема, для позначення нестачі чого-небудь. Вільно використовували від'ємні числа Нікола Шюке (1484 рік) і Міхаель Штифель (1544).
У XVII столітті, з появою аналітичної геометрії, від'ємні числа отримали наочне геометричне подання на числовій осі. З цього моменту настає повна рівноправність. Легалізація від'ємних чисел призвела до численних зручностей, наприклад, перенесення доданків рівняння в іншу його частину стало можливим незалежно від знаку цього доданка (раніше, наприклад, рівняння {\displaystyle x^{3}+ax=b} і {\displaystyle x^{3}=ax+b} вважалися принципово різними).
Проте теорія від'ємних чисел довго перебувала в стадії становлення. Блез Паскаль, наприклад, вважав, що {\displaystyle 0-4=0}, оскільки «ніщо не може бути менше, ніж ніщо». Жваво обговорювалася дивна пропорція {\displaystyle 1:\left(-1\right)=\left(-1\right):1} — у неї перший член зліва більше другого, а праворуч — навпаки, і виходить, що більше дорівнює меншому («парадокс Арно»). Джон Валліс вважав, що від'ємні числа менші від нуля, але разом з тим більші, ніж нескінченність. Невідомо також, який сенс має множення від'ємних чисел, і чому добуток від'ємних — додатний; на цю тему проходили запеклі дискусії. Відгомоном тих часів є та обставина, що в сучасній арифметиці операція віднімання і знак від'ємних чисел позначаються одним символом (мінус), хоча алгебраїчно це абсолютно різні поняття. Карл Фрідріх Гаусс у 1831 році вважав за потрібне роз'яснити, що від'ємні числа принципово мають ті ж права, що й додатні, а те, що вони застосовуються не до всіх речей, нічого не означає, тому що дроби теж застосовуються не до всіх речей (наприклад, незастосовні при підрахунку людей).
Повна і цілком строга теорія від'ємних чисел була створена лише в XIX столітті (Вільям Гамільтон і Герман Гюнтер Грассман).

## Теоретико-множинні властивості
- {\displaystyle \mathbb {Z} } — зліченна множина.
- {\displaystyle \mathbb {Z} } — лінійно впорядкована множина без верхньої та нижньої межі.

## Додатні та від'ємні числа
Відповідно до своєї побудови, множина цілих чисел складається з трьох частин:
1. Натуральні числа (або, що те ж саме, цілі додатні). Вони виникають природним чином при лічбі (1, 2, 3, 4, 5…)[11].
2. Нуль — число, що позначається {\displaystyle 0}. Його визначальна властивість: {\displaystyle 0+n=n+0=n} для будь-якого числа {\displaystyle n}.
3. Цілі від'ємні числа.

Протилежні числа (4 та -4)

Від'ємні числа при запису позначаються спереду знаком мінус: {\displaystyle -1,-2,-3\dots } Для кожного цілого числа {\displaystyle a} існує і єдине протилежне йому число, що позначається {\displaystyle -a} і яке володіє тією властивістю, що {\displaystyle a+(-a)=0.} Якщо {\displaystyle a} додатне, то протилежне йому число — від'ємне, і навпаки. Нуль протилежний самому собі.
Абсолютною величиною цілого числа {\displaystyle a} називається це число з відкинутим знаком. Позначення: {\displaystyle \left|a\right|.}
Приклади: {\displaystyle \left|4\right|=4;\ \left|-5\right|=5;\ \left|0\right|=0}

## Алгебричні властивості

Цілі числа можна розглядати як дискретні, рівномірно розподілені точки на нескінченно довгій числовій осі. На зображенні, не-від'ємні цілі показано фіолетовим, а від'ємні числа показано червоним.

- {\displaystyle \mathbb {Z} } не є замкнутою відносно ділення двох цілих чисел (наприклад, 1/2).
- {\displaystyle (\mathbb {Z} ,+)} є абелевою групою.
- {\displaystyle (\mathbb {Z} ,*)} є комутативним моноїдом.
- {\displaystyle (\mathbb {Z} ,+)} — єдина нескінченна циклічна група.
- {\displaystyle (\mathbb {Z} ,+,*)} є комутативним кільцем (це слідує з двох перелічених вище властивостей).
- {\displaystyle (\mathbb {Z} ,+,*)} не є полем. Найменше поле, що включає цілі числа є множина раціональних чисел {\displaystyle \mathbb {Q} .}

У множині цілих чисел визначено три основні арифметичні операції: додавання, обернене до додавання віднімання та множення. Є також важлива операція, специфічна для натуральних і цілих чисел: ділення з остачею. Нарешті, для цілих чисел визначено порядок, що дозволяє порівнювати числа одне з одним.

### Додавання і віднімання
Наведена таблиця ілюструє основні властивості додавання для будь-яких цілих {\displaystyle a,b,c}:
| Властивість                       | Алгебраїчна запис                                     |
| --------------------------------- | ----------------------------------------------------- |
| Комутативність                    | {\displaystyle a+b=b+a}                               |
| Асоціативність                    | {\displaystyle a+\left(b+c\right)=\left(a+b\right)+c} |
| Властивість нуля                  | {\displaystyle a+0=a}                                 |
| Властивість протилежного елемента | {\displaystyle a+\left(-a\right)=0}                   |

При додаванні і відніманні цілих чисел виконуються такі правила знаків, які слід враховувати при розкритті дужок:
{\displaystyle -\left(-a\right)=a;\ -\left(a+b\right)=-a-b;\ -\left(a-b\right)=-a+b.}
Правила додавання цілих чисел.
1. При додаванні цілих чисел з однаковими знаками треба додати їхні абсолютні величини і приписати результату знак доданків. Приклад; {\displaystyle -14+\left(-28\right)=-42}.
2. При додаванні цілих чисел з різними знаками, треба порівняти їхні абсолютні величини, від більшої відняти меншу і приписати результату знак того доданка, у якого абсолютна величина більша. Приклади: {\displaystyle -4+9=9-4=5;\ -9+4=-\left(9-4\right)=-5}.
3. Віднімання {\displaystyle a-b} для цілих чисел завжди можна виконати, і результат можна знайти як {\displaystyle a+\left(-b\right).} Приклад: {\displaystyle 26-51=26+\left(-51\right)=-25}.
4. Геометрично додавання можна наочно уявити як зсув числа вздовж числової осі (див. малюнок на початку статті), причому додавання додатного числа викликає зсув праворуч, а від'ємного — ліворуч. Наприклад, для числа {\displaystyle -3} додавання до нього {\displaystyle 4} означає зсув вправо на 4 одиниці; наочно видно, що виходить {\displaystyle +1}. Аналогічно {\displaystyle -3+\left(-4\right)}, зміщуючи {\displaystyle -3} вліво на 4 одиниці, отримаємо в результаті {\displaystyle -7}.
5. Віднімання можна наочно уявити аналогічно, але в цьому випадку, навпаки, віднімання додатного числа викликає зсув вліво, а від'ємного — вправо. Наприклад, {\displaystyle 5-7} зміщує {\displaystyle 5} на 7 одиниць — до числа {\displaystyle -2}, а {\displaystyle 5-\left(-7\right)} зміщує його вправо — до числа {\displaystyle 12}.

### Множення і піднесення до степеня
Множення чисел {\displaystyle a,b} далі позначається {\displaystyle a\times b} або (тільки у разі буквених позначень) просто {\displaystyle ab}. У таблиці описано основні властивості множення для будь-яких цілих {\displaystyle a,b,c}:
| Властивість                                  | Алгебраїчна запис                                                             |
| -------------------------------------------- | ----------------------------------------------------------------------------- |
| Комутативність                               | {\displaystyle a\times b=b\times a}                                           |
| Асоціативність                               | {\displaystyle a\times \left(b\times c\right)=\left(a\times b\right)\times c} |
| Властивість одиниці                          | {\displaystyle a\times 1=a}                                                   |
| Властивість нуля                             | {\displaystyle a\times 0=0}                                                   |
| Дистрибутивність множення відносно додавання | {\displaystyle a\times \left(b+c\right)=a\times b+a\times c}                  |

При множенні цілих чисел виконуються правила знаків, які слід враховувати, розкриваючи дужки:
{\displaystyle \left(-a\right)b=a\left(-b\right)=-ab;\ \left(-a\right)\left(-b\right)=ab}
Наслідок: добуток чисел з однаковими знаками додатний, з різними — від'ємний.
Піднесення до натурального степеня цілих чисел визначається так само, як і для натуральних чисел:
{\displaystyle a^{n}=\underbrace {a\cdot a\cdot \ldots \cdot a} _{n}}
Властивості піднесення до степеня цілих чисел також такі самі, як у натуральних:
{\displaystyle \left(ab\right)^{n}=a^{n}b^{n};\quad a^{m}a^{n}=a^{m+n};\quad \left(a^{m}\right)^{n}=a^{mn}}
На доповнення до цього визначення, прийнято угоду про нульовий степінь: {\displaystyle a^{0}=1} для будь-якого цілого {\displaystyle a.} Підставою для такої угоди служить бажання зберегти наведені вище властивості і для нульового показника степеня: {\displaystyle a^{0}a^{n}=a^{0+n}=a^{n},} звідки ясно, що {\displaystyle a^{0}=1.}

### Упорядкованість
{\displaystyle \mathbb {Z} } — лінійно впорядкована множина. Порядок у ній задається співвідношеннями:
{\displaystyle \dots -2<-1<0<1<2<\dots }
Ціле число додатне, якщо воно більше від нуля, від'ємне, якщо менше від нуля. Додатними цілими числами є натуральні числа і тільки вони. Від'ємні числа — це числа, протилежні додатним. Нуль не є ані додатним, ані від'ємним. Будь-яке від'ємне число менше від будь-якого додатного.
Для будь-яких цілих чисел {\displaystyle a,b,c,d} справедливі такі співвідношення.
1. Якщо {\displaystyle a<b}, то для будь-якого {\displaystyle c} буде {\displaystyle a+c<b+c}.
2. Якщо {\displaystyle a<b} і {\displaystyle c<d}, то {\displaystyle a+c<b+d}.
3. Якщо {\displaystyle a<b} і {\displaystyle c>0}, то {\displaystyle ac<bc}.
4. Якщо {\displaystyle a<b} і {\displaystyle c<0}, то {\displaystyle ac>bc}.

Для порівняння двох від'ємних чисел існує правило: більше те число, в якого абсолютна величина менша. Наприклад, {\displaystyle -6<-5}.

### Подільність

#### Ділення з остачею
Операція ділення, взагалі кажучи, не визначена на множині цілих чисел. Наприклад, не можна поділити {\displaystyle 3} на {\displaystyle 2} — немає такого цілого числа, яке, помножене на {\displaystyle 2}, дасть {\displaystyle 3}. Але можна визначити так зване ділення з остачею:
Для будь-яких цілих {\displaystyle a,b} (де {\displaystyle b\neq 0}) існує єдиний набір цілих чисел {\displaystyle q,r} такий, що {\displaystyle a=bq+r}, де {\displaystyle 0\leqslant r<\left|b\right|.}
Тут a — ділене, b — дільник, q — (неповна) частка, r — остача від ділення (завжди невід'ємна). Якщо остача дорівнює нулю, кажуть, що ділення виконується націло.
Приклади

- При діленні з остачею додатного числа {\displaystyle a=78} на {\displaystyle b=33} отримуємо неповну частку {\displaystyle q=2} і остачу {\displaystyle r=12}. Перевірка: {\displaystyle 78=33\times 2+12.}
- При діленні з остачею від'ємного числа {\displaystyle a=-78} на {\displaystyle b=33} отримуємо неповну частку {\displaystyle q=-3} і остачу {\displaystyle r=21}. Перевірка: {\displaystyle -78=33\times (-3)+21.}
- При діленні з остачею числа {\displaystyle a=78} на {\displaystyle b=26} отримуємо частку {\displaystyle q=3} і остачу {\displaystyle r=0}, тобто ділення виконується націло. Для швидкого з'ясування, чи ділиться задане число {\displaystyle a} на (невелика) число {\displaystyle b} існують ознаки подільності.

На операції ділення з остачею ґрунтуються теорія порівнянь і алгоритм Евкліда.

#### Ділення націло. Дільники
Як визначено вище, число {\displaystyle a} ділиться (націло) на число {\displaystyle b}якщо існує ціле число {\displaystyle q} таке, що {\displaystyle a=bq}. Символічний запис: {\displaystyle b|a}. Існують кілька рівносильних словесних формулювань зазначеної подільності:
- {\displaystyle a} ділиться (націло) на {\displaystyle b}.
- {\displaystyle b} є дільником {\displaystyle a} (або: {\displaystyle b} ділить {\displaystyle a}).
- {\displaystyle a} кратне {\displaystyle b}.

Кожне ціле число {\displaystyle n}, не рівне нулю або {\displaystyle \pm 1}має 4 тривіальні дільники: {\displaystyle 1,-1,n,-n}. Якщо інших дільників немає, число називається простим.
Поняття найбільшого спільного дільника двох цілих чисел, розкладання цілого числа на прості множники і основна теорема арифметики цілих чисел практично збігаються (з можливим урахуванням знака) з аналогами цих понять для натуральних чисел.

## Цілі і дійсні числа
Існують практичні задачі, в яких необхідно округлити дійсне значення до цілого, тобто замінити його на найближче (у той або інший бік) ціле. Оскільки виконувати округлення можна різними способами, для уточнення можна використовувати символи Айверсона":
{\displaystyle \lfloor x\rfloor } — найближчим до {\displaystyle x} ціле в бік зменшення (функція «підлога», англ. floor, або «ціла частина»). Традиційно використовуються також позначення Гауса {\displaystyle [x]} або позначення Лежандра {\displaystyle E\left(x\right)}.
{\displaystyle \lceil x\rceil } — найближче до {\displaystyle x} ціле в бік збільшення (функція «стеля», англ. ceiling).
Залежно від особливостей постановки задачі, можуть зустрітися й інші методи: округлити до найближчого цілого або відсікти дробову частину (останній варіант для від'ємних {\displaystyle x} відрізняється від функції «ціла частина»).
Інший клас задач, що зв'язують цілі і дійсні числа — наближення дійсного числа відношенням цілих, тобто раціональним числом. Доведено, що будь-яке дійсне число можна з будь-якою бажаною точністю наблизити раціональним, найкращим інструментом для такого наближення служать безперервні (ланцюгові) дроби.

## Застосування

### У прикладних науках

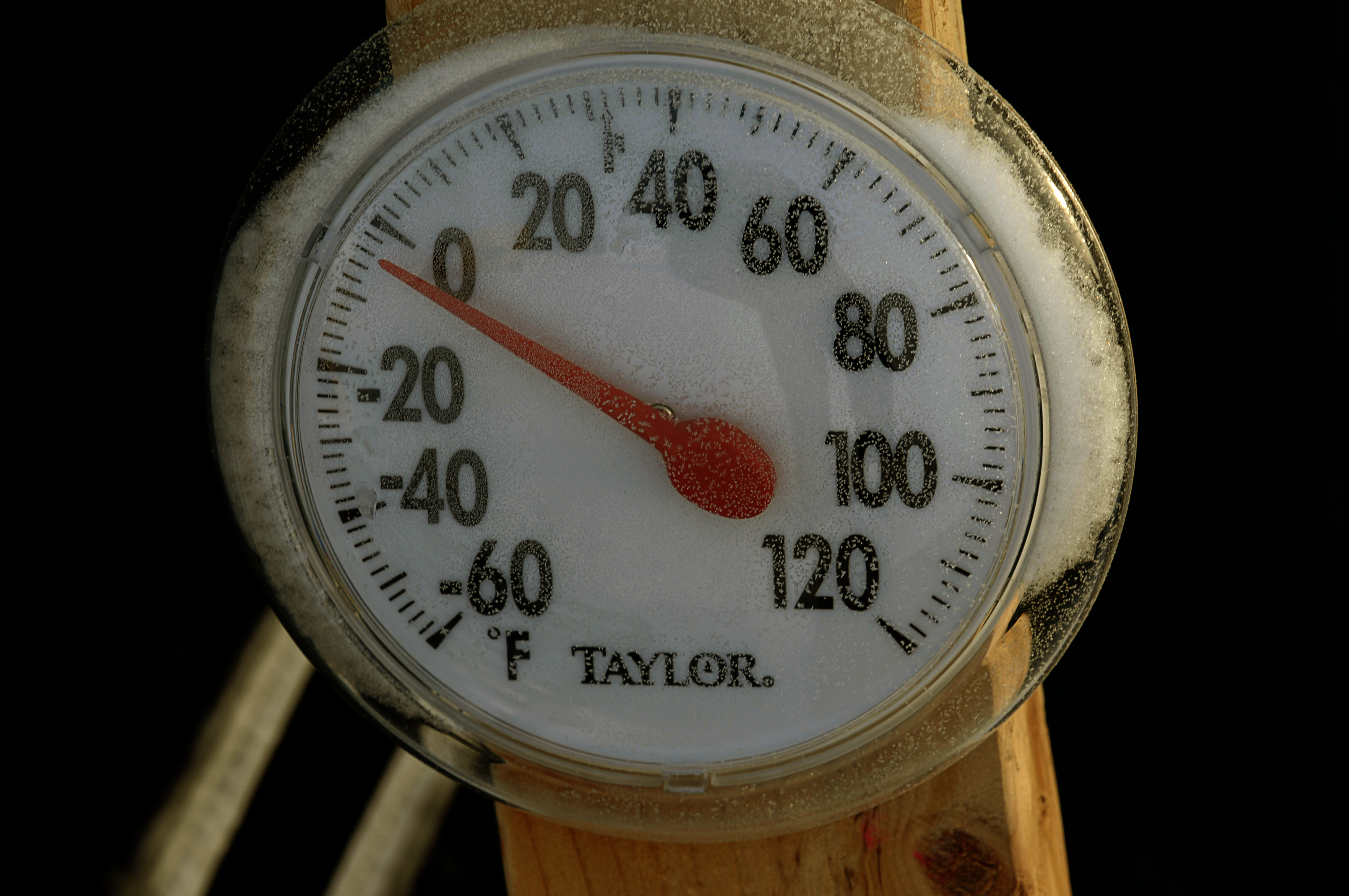
Позначки цілих значень температури на шкалі термометра

Цілі числа широко застосовуються при дослідженні об'єктів, які за своєю природою або за особливостями постановки задачі неподільні (наприклад, люди, кораблі, будівлі, іноді дні і т. ін.). Від'ємні числа також можуть знайти застосування в таких моделях — скажімо, при плануванні торговельних угод можна продажі позначати додатними числами, а купівлі — від'ємними. Приклад з фізики — квантові числа, що грають фундаментальну роль у мікросвіті; всі вони — цілі (або напівцілі) числа зі знаком.
Для розв'язання задач, що виникають при цьому, розроблені спеціальні математичні методи, що враховують специфіку проблем. Зокрема, розв'язування в цілих числах алгебраїчних рівнянь (різних степенів) розглядає теорія «діофантових рівнянь». Питання цілочисельної оптимізації досліджує цілочисельне програмування.

### В інформатиці
Тип ціле число — найчастіше один з основних типів даних у мовах програмування. Цілі типи даних зазвичай реалізуються як фіксований набір бітів, один з яких кодує знак числа, а інші — двійкові цифри. Сучасні комп'ютери мають багатий набір команд для арифметичних операцій з цілими числами.

## Місце в загальній алгебрі

Ієрархія числових множин:
— натуральні числа
— цілі числа
— раціональні числа
— дійсні числа
— ірраціональні числа

З точки зору загальної алгебри, {\displaystyle \mathbb {Z} } щодо додавання і множення є нескінченним коммутативним кільцем з одиницею, без дільників нуля (область цілісності). Кільце цілих чисел є евклідовим (і, отже, факторіальним) і кільцем Нетер, але не є артіновим. Якщо розширити це кільце, додавши до нього всілякі дроби (див. поле часток), вийде поле раціональних чисел ({\displaystyle \mathbb {Q} }); у ньому вже виконується будь-яке ділення, крім ділення на нуль.
Відносно операції додавання {\displaystyle \mathbb {Z} } є абелевою групою, і, отже, також циклічною групою, оскільки кожен ненульовий елемент {\displaystyle \mathbb {Z} } може бути записаний у вигляді скінченної суми 1 + 1 + … + 1 або (−1) + (−1) + … + (−1). Фактично, {\displaystyle \mathbb {Z} } є єдиною нескінченною циклічною групою відносно додавання через те, що будь-яка нескінченна циклічна група ізоморфна групі {\displaystyle (\mathbb {Z} ,+)}. Відносно множення {\displaystyle \mathbb {Z} } не утворює групу, оскільки у множині цілих чисел ділення, взагалі кажучи, неможливе.
Множина цілих чисел зі звичайним порядком є впорядкованим кільцем, але не є цілком впорядкованою, оскільки, наприклад, серед від'ємних чисел немає найменшого. Проте її можна зробити цілком упорядкованою, якщо визначити нестандартне відношення «менше або дорівнює», яке позначимо {\displaystyle \preccurlyeq } і визначимо таким чином:
{\displaystyle a\preccurlyeq b,} якщо або {\displaystyle a=b,} або {\displaystyle |a|<|b|,} або {\displaystyle |a|=|b|} і {\displaystyle a<0<b.}
Тоді порядок цілих чисел буде таким: {\displaystyle 0\preccurlyeq -1\preccurlyeq 1\preccurlyeq -2\preccurlyeq 2\dots } Зокрема, {\displaystyle -1} буде найменшим від'ємним числом. {\displaystyle \mathbb {Z} } з новим порядком буде цілком упорядкованою множиною, але вже не буде впорядкованим кільцем, оскільки цей порядок не узгоджений з операціями кільця: наприклад, з {\displaystyle 1\preccurlyeq -2}, додавши зліва і справа 1, отримуємо неправильну нерівність {\displaystyle 2\preccurlyeq -1.}
Будь-яке впорядковане кільце з одиницею і без дільників нуля містить одне і тільки одне підкільце, ізоморфне {\displaystyle \mathbb {Z} }.

## Логічні основи
Розширення натуральних чисел до цілих, як і будь-яке інше розширення алгебричної структури, ставить багато питань, основні з яких — як визначити операції над новим типом чисел (наприклад, як визначити множення від'ємних чисел), які властивості вони тоді будуть мати і (головне питання) чи припустиме таке розширення, чи не призведе воно до нездоланних суперечностей. Для аналізу подібних питань треба сформувати набір аксіом для цілих чисел.

### Аксіоматика цілих чисел
Найпростіше визначити аксіоматику множини цілих чисел {\displaystyle \mathbb {Z} }якщо спиратися на вже побудовану множину натуральних чисел {\displaystyle \mathbb {N} } (яка вважається несуперечливою, а властивості її — відомими). А саме, визначимо {\displaystyle \mathbb {Z} } як мінімальне кільце, що містить множину натуральних чисел. Більш строго, аксіоми цілих чисел такі.
Z1: Для будь-яких цілих чисел {\displaystyle a,b} визначена їх сума {\displaystyle a+b}.
Z2: Додавання комутативне: {\displaystyle a+b=b+a}. Для скорочення, фразу «для будь-яких {\displaystyle a,b\dots }» далі, як правило, опускаємо.
Z3: Додавання асоціативне: {\displaystyle \left(a+b\right)+c=a+\left(b+c\right).}
Z4: Існує елемент 0 (нуль) такий, що {\displaystyle a+0=a}.
Z5: Для будь-якого цілого числа {\displaystyle a} існує протилежний йому елемент {\displaystyle -a} такий, що {\displaystyle a+\left(-a\right)=0.}
Z6: Для будь-яких цілих чисел {\displaystyle a,b} визначено їх добуток {\displaystyle ab}.
Z7: Множення асоціативне: {\displaystyle \left(ab\right)c=a\left(bc\right).}
Z8: Множення пов'язане з додаванням розподільними (дистрибутивними) законами: {\displaystyle \left(a+b\right)c=ac+bc;\ c\left(a+b\right)=ca+cb.}
Z9: Множина цілих чисел {\displaystyle \mathbb {Z} } містить підмножину, ізоморфну множині натуральних чисел {\displaystyle \mathbb {N} }. Для спрощення далі цю підмножину позначено тією ж буквою {\displaystyle \mathbb {N} }.
Z10 (аксіома мінімальності): нехай {\displaystyle M} — підмножина {\displaystyle \mathbb {Z} }, що включає {\displaystyle \mathbb {N} } і така, що операція віднімання не виводить за межі {\displaystyle M}. Тоді {\displaystyle M} збігається зі всією {\displaystyle \mathbb {Z} }.
З цих аксіом випливають як наслідки всі інші властивості цілих чисел, зокрема комутативність множення, упорядкованість, правила ділення націло і ділення з остачею. Покажемо, наприклад, як уводиться порядок цілих чисел. Будемо говорити, що {\displaystyle a<b}, якщо {\displaystyle b-a} є натуральне число. Аксіоми порядку легко перевіряються. З визначення відразу випливає, що всі натуральні числа більші від нуля (додатні), а всі протилежні їм — менші від нуля (від'ємні). Для натуральних чисел новий порядок збігається зі старим.
Наведена аксіоматика цілих чисел категорична, тобто будь-які її моделі ізоморфні як кільця.

### Несуперечливість
Стандартний спосіб довести несуперечність нової структури — змоделювати (інтерпретувати) її аксіоми за допомогою об'єктів іншої структури, чия несуперечність сумнівів не викликає. У нашому випадку ми повинні реалізувати ці аксіоми на базі пар натуральних чисел.
Розглянемо всі можливі впорядковані пари натуральних чисел {\displaystyle \left(a,b\right)}. Щоб сенс подальших визначень став зрозумілим, відразу пояснимо, що ми маємо намір надалі кожну таку пару розглядати як ціле число {\displaystyle a-b,} наприклад, пари {\displaystyle \left(3,2\right)} або {\displaystyle \left(6,5\right)} будуть зображати одиницю, а пари {\displaystyle \left(1,4\right)} або {\displaystyle \left(8,11\right)} зображатимуть {\displaystyle -3.}
Далі визначимо:
1. Пари {\displaystyle \left(a,b\right)} і {\displaystyle \left(c,d\right)} вважаються рівними, якщо {\displaystyle a+d=b+c}. Це пов'язано з тим, що, як показано в прикладах, будь-яке ціле число можна подати нескінченним числом пар.
2. Додавання: сума пар {\displaystyle \left(a,b\right)} і {\displaystyle \left(c,d\right)} визначається як пара {\displaystyle \left(a+c,b+d\right)}.
3. Множення: добуток пар {\displaystyle \left(a,b\right)} і {\displaystyle \left(c,d\right)} визначається як пара {\displaystyle \left(ac+bd,ad+bc\right)}.

Неважко перевірити, що результати додавання і множення не змінюються, якщо будь-яку пару ми замінимо на рівну їй, тобто нова пара-результат буде рівною попередній (у зазначеному визначенням 1 сенсі рівності). Неважко також переконатися, що описана структура пар задовольняє всьому наведеному переліку аксіом цілих чисел. Додатні числа моделюються парами {\displaystyle \left(a,b\right)}, яких {\displaystyle a>b}, нуль зображують пари виду {\displaystyle \left(a,a\right)}, а пари {\displaystyle \left(a,b\right)} з {\displaystyle a<b} відповідають від'ємним числам.
Ця модель дозволяє прояснити, як з аксіом цілих чисел однозначно випливають їх властивості; покажемо це для «правила знаків». Наприклад, помноживши два «від'ємні числа» {\displaystyle \left(a,b\right)} і {\displaystyle \left(c,d\right)}, у яких {\displaystyle a<b,\ c<d}ми за визначенням отримаємо пару {\displaystyle \left(ac+bd,ad+bc\right)}. Різниця {\displaystyle ac+bd-\left(ad+bc\right)} дорівнює {\displaystyle \left(b-a\right)\left(d-c\right)}, це число додатне, тому пара-добуток зображує додатне ціле число, отже, добуток від'ємних чисел додатний. Будь-яке інше правило (скажімо, «добуток від'ємних чисел від'ємний») зробило б теорію цілих чисел суперечливою.
Описана модель доводить, що наведена аксіоматика цілих чисел несуперечлива. Тому що якби у ній була суперечність, то це означало б суперечність і в базовій для даної моделі арифметиці натуральних чисел, яку ми заздалегідь припустили несуперечливою.

## Потужність множини
Множина цілих чисел нескінченна. Хоча натуральні числа становлять лише частину множини цілих чисел, цілих чисел стільки ж, скільки натуральних, в тому сенсі, що потужність множини цілих чисел така ж, як і множини натуральних — обидві вони зліченні.

## Варіації та узагальнення
Деякі алгебраїчні структури за своїми властивостями схожі на кільце цілих чисел {\displaystyle \mathbb {Z} }. Серед них:
- Гауссові цілі числа. Це комплексні числа {\displaystyle a+bi}, де {\displaystyle a,b} — цілі числа. Для гаусових чисел, як і для звичайних цілих, можна визначити поняття дільників, простого числа і порівняння за модулем. Справедливий аналог основної теореми арифметики[39].
- Цілі числа Ейзенштейна[40].